# Elandsberg
Der Elandsberg ist eine tafelbergförmige singuläre Erhebung in der südafrikanischen Provinz Eastern Cape, die sich zwischen den westwärts liegenden Winterbergen und den östlich weiterführenden Amathole-Bergen befindet.

## Geographie

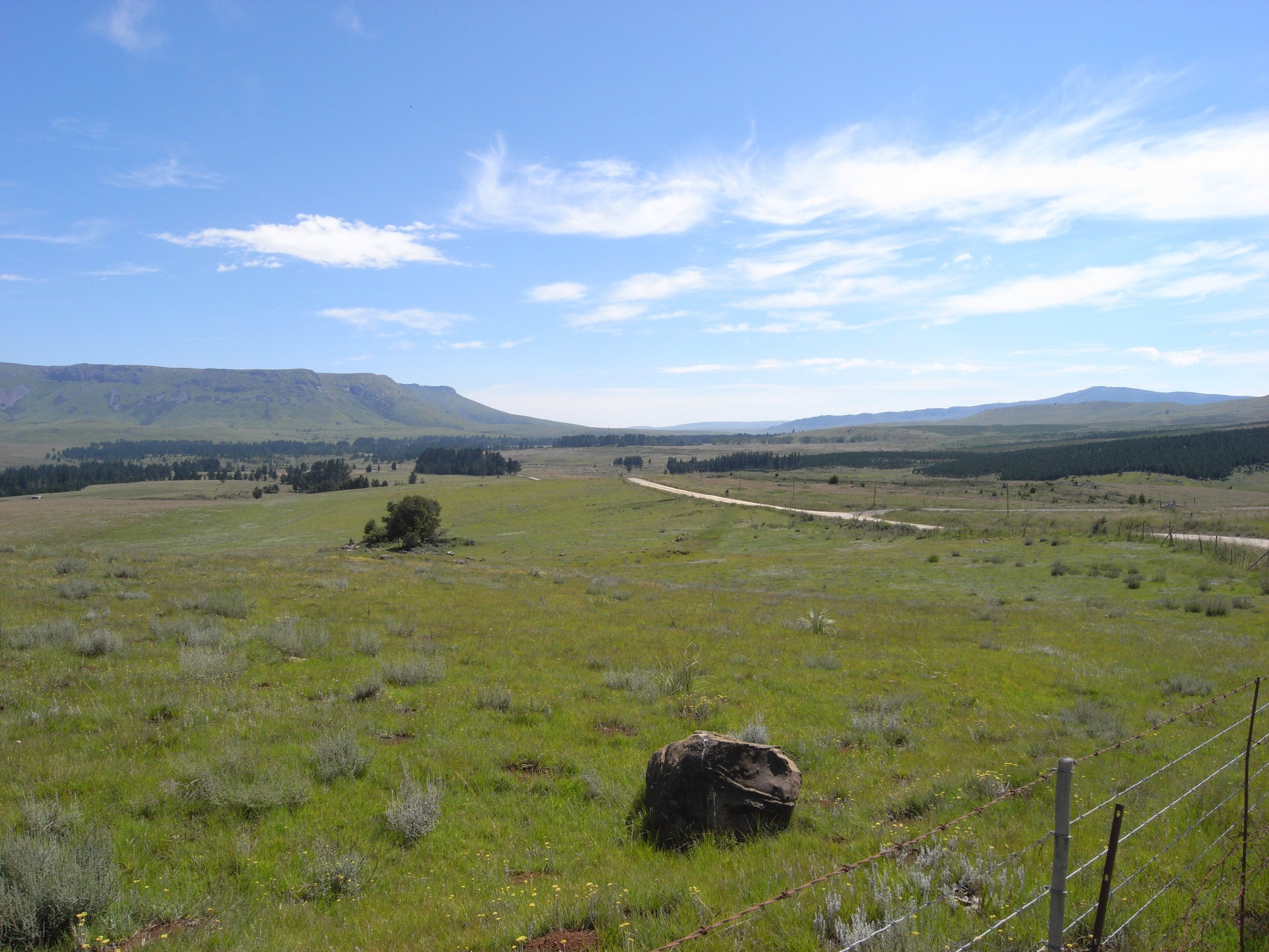
Die südöstlichen Abhänge des Elandsbergs (links) und die Straße R345 nach Cathcart

Der Elandsberg erreicht an seinem höchsten Punkt 2016 Meter. Seine maximale Ausdehnung von Nordwest nach Südost beträgt etwa sieben Kilometer und in Richtung Nordost nach Südwest ungefähr fünf Kilometer.
Die im Gebiet des Elandsberges niedergehenden Niederschläge werden vom Elands River (Elandsrivier) aufgenommen und dem Kat River zugeführt. Der Elands River besitzt mehrere kleine Nebenflüsse am steilen Südwestabfall der Erhebung, wo sich dessen Tal tief einschneidet. In nördliche Richtung entwässert ein Bach die Hochfläche des Berges in den Klipplaat River (Klipplaatrivier). An seiner nordöstlichen Flanke ist der Steilabfall etwas geringer und geht in ein überwiegend mit Gras bewachsenes Hochland über, das zum fruchtbaren Hinterland der Amathole-Berge gehört.
Im Gebiet des Elandsberges gibt es keine urbanen Ansiedlungen. An seinen nördlichen und östlichen Flanken liegen verstreute Farmen, die auf der Basis des Wasserreichtums in der Region überwiegend Viehzucht betreiben. Aus diesem Grund sind die wenigen Verkehrswege nicht oder nur gering befestigt. Sie dienen der Landwirtschaft in diesem Gebiet.
Westlich führt die Regionalstraße R67 vorbei, die von Fort Beaufort kommend nach Queenstown verläuft. Zwischen den Amathole-Bergen und dem Elandsberg liegt der Hogsback-Pass, dessen heute weniger bedeutende Straße von Alice aus das fruchtbare Hochland hinter den Amathole-Bergketten erschließt und weiter nördlich schließlich die Kleinstadt Cathcart erreicht.
Ein Teil des Elandsbergs gehört zum Hogsback State Forest (Forstgebiet). An den tiefer gelegenen Abhängen im Süden gibt es Aufforstungsflächen.

## Geologie
Der Gebirgszug besteht aus  Sandstein und Schiefertonen der Beaufort-Gruppe mit Dolerit-Intrusionen in Fom von Lagergängen.